# Der Gesang der Strygen
Der Gesang der Strygen (Original: Le Chant des Stryges) ist eine von 1997 bis 2018 erschienene  frankobelgische Comicserie von Corbeyran und Richard Guérineau. Als Strygen werden in der römischen Mythologie blutsaugerische, vogelartige Dämonen bezeichnet. Die Serie stellt eine Mischung aus den Genren aus Krimi, Drama und Mystery dar.

## Allgemein
- Szenario: Corbeyran
- Zeichnung: Richard Guérineau
- Farben: Isabelle Merlet (Band 1–4), Ruby (Band 5–8), Christian Favrelle (Bände 9 und 10), Raphaël Hédon (Bände 11 und 12), Luca Malisan (Bände 13 und 14), Dimitri Fogolin (Band 15–18)
- Seitenzahl: 46 (Bände 1–12, 14–16), 50 (Band 13), 54 (Bände 17 und 18)

## Inhalt

### Kurzfassung
Zyklus 1 – Handlungszeitraum: 1997
Eine Militärpatrouille findet eine unbekannte, drei Meter große humanoide Kreatur. Als der amerikanische Präsident diese auf einem geheimen Militär-Stützpunkt in New Mexico begutachten möchte, wird ein Attentat auf ihn verübt. Da im letzten Moment eine mysteriöse Frau (Debrah Faith) einschreitet, überlebt der Präsident mit schweren Verletzungen.
Kevin Nivek, der Leiter des Sicherheitsdiensts des Präsidenten, wird kurz nach dem Attentat entlassen. Überzeugt, dass er in diesem Fall nur ein Sündenbock war, versucht er die Hintergründe des Attentats und seiner Entlassung auf eigene Faust aufzudecken und stößt so auf die Spur der Strygen. Verschiedene Fährten führen Nivek und seine Freunde zu möglichen Schlupfwinkeln der Strygen, unter anderem in die Anden und in das Amazonasgebiet. Letztendlich wird eine Höhle, die als Versammlungsstätte der Strygen dient, aufgespürt. Dort ist die gesamte Geschichte der Menschheit und des Planeten, Vergangenheit, Gegenwart und Zukunft, in Stein geritzt.
Zyklus 2 – Handlungszeitraum: 2004
Mehrere Jahre sind seit den ersten Begegnungen mit den Strygen vergangen. Niveks Freundin Melinda leidet weiterhin an einer den Menschen unbekannten Infektion. Debrah erhält von ihrer Geheimorganisation den Auftrag, den mysteriösen Geschäftsmann Sandor G. Weltman aufzuspüren und zu eliminieren. Unterstützung erhalten Nivek und sie von Jill, einem weiteren Mitglied der Geheimorganisation. Weltman kann über seinen Mittelsmann Colonel Reese das sogenannte magische Buch, welches alle Geheimnisse der Strygen enthält, in seinen Besitz bringen. Außerdem taucht das mysteriöse alte Geschwisterpaar Celia und Abel auf, das über magische Fähigkeiten verfügt und sich als Erzfeind Weltmans vorstellt. Um Melinda zu retten, verrät Nivek Debrah und Jill an Weltman. Im Showdown dieses Zyklus’ tötet Debrah Weltman, für Melinda kommt jede Hilfe zu spät.
Zyklus 3 – Handlungszeitraum: 2011–2012
Einige Jahre sind seit dem Tod Sandor G. Weltmans vergangen. Debrah hat dessen Firmenimperium übernommen und Schritt für Schritt aufgelöst. Dabei ist sie auf Chrys, einen weiteren Hybriden gestoßen, der von Weltman gefangen gehalten wurde. Gemeinsam entdecken sie, dass es auf der gesamten Welt noch viele weitere Hybride gibt. Zudem versuchen sie mit Hilfe weiterer Unterstützer ein Strygen-Pärchen zu fangen und über eine künstliche Befruchtung einen Nachkommen für die Strygen zu zeugen, da diese seit einem Meteoriteneinschlag auf der Erde unfruchtbar sind. Zeitgleich wird der Massenmörder Sinner, ebenfalls ein Hybride, von Celia und Abel aus dem Gefängnis befreit und mit der Ermordung aller weiteren Hybride beauftragt. Nivek, der unter dem Einfluss des Strygen-Weibchens steht, befreit dieses und hilft ihr, ihren Nachkommen zur Welt zu bringen. Alle Charaktere finden sich schließlich in der Höhle der Strygen ein. Debrah fordert eine neue Ordnung der Dinge, in der Menschen und Strygen gleichberechtigt sind. Nachdem dies abgelehnt wird, zerstört Debrah die Höhle, wodurch alle Strygen getötet und die Welt ins Chaos gestürzt wird. Nur der junge, neugeborene Stryge überlebt. Zum Abschluss der Serie können Nivek und Debrah
den Strygen überzeugen, der Menschheit eine neue Chance zu geben. Allerdings stirbt Nivek im letzten Kampf mit Sinner.

### Hauptfiguren
Ab Zyklus 1:
- Kevin Nivek: Leiter des Sicherheitsdiensts des amerikanischen Präsidenten, wird nach einem Attentat entlassen und widmet sich der Suche nach den Strygen
- Dr. Melinda 'Melly' Chapman: Gerichtsmedizinerin und Ex-Freundin von Kevin Nivek. Sie hat die Autopsie an der gefundenen Leiche der Stryge vorgenommen und wurde von diesem infiziert
- Debrah Faith: Eine der Schatten, hat offensichtlich eine Geheimdienstausbildung erhalten und arbeitet für eine nichtstaatliche Geheimorganisation
- Joshua 'Josh' Runnels: Philosophie-Professor und Experte für Strygen. Ehemaliger Mentor von Kevin Nivek
- Sandor G. Weltman: Mysteriöser Geschäftsmann, Alchimist
- General Corey-Everson: Oberkommandierender des Militärstützpunkts Southgate

Ab Zyklus 2:
- Jill: Eine der Schatten, ist während einer Mission unfreiwillig mit einem Strygen in Kontakt gekommen und wurde von diesem infiziert
- Colonel Reese: Rechte Hand von Sandor G. Weltman, leitet seine paramilitärischen Truppen
- Celia und Abel: Geschwisterpaar und Erzfeinde von Sandor G. Weltman. Sie sind sogenannte Hybride – teils Mensch, teils Stryge – und besitzen daher magische Fähigkeiten

Ab Zyklus 3:
- Chrys Aor: Ebenfalls ein Hybride, wurde von Sandor G. Weltman gefangen gehalten
- Austin 'Sinner' Carson: Ebenfalls ein Hybride, Psychopath und Massenmörder

## Veröffentlichungen

### Der Gesang der Strygen
Im französischsprachigen Original erschienen die Alben zwischen 1997 und 2018 im Verlag Delcourt. Von 2005 bis 2019 erschien die Serie auf Deutsch im Verlag Bunte Dimensionen. Insgesamt wurde die Serie in neun Sprachen übersetzt und millionenfach verkauft.
| Band Nr. | Staffel  | deutscher Titel          | Originaltitel        | ISBN (der dt. Ausgabe) |
| -------- | -------- | ------------------------ | -------------------- | ---------------------- |
| 1        | Zyklus 1 | Schatten (2005)          | Ombres (1997)        | ISBN 978-3-938698-11-2 |
| 2        | Zyklus 1 | Fallen (2005)            | Pièges (1998)        | ISBN 978-3-938698-12-9 |
| 3        | Zyklus 1 | Kontrolle (2006)         | Emprises (1999)      | ISBN 978-3-938698-13-6 |
| 4        | Zyklus 1 | Experimente (2006)       | Expériences (2000)   | ISBN 978-3-938698-14-3 |
| 5        | Zyklus 1 | Spuren (2006)            | Vestiges (2001)      | ISBN 978-3-938698-15-0 |
| 6        | Zyklus 1 | Existenz (2007)          | Existences (2002)    | ISBN 978-3-938698-16-7 |
| 7        | Zyklus 2 | Treffen (2008)           | Rencontres (2003)    | ISBN 978-3-938698-17-4 |
| 8        | Zyklus 2 | Herausforderungen (2008) | Défis (2004)         | ISBN 978-3-938698-18-1 |
| 9        | Zyklus 2 | Enthüllungen (2009)      | Révélations (2005)   | ISBN 978-3-938698-19-8 |
| 10       | Zyklus 2 | Manipulationen (2010)    | Manipulations (2006) | ISBN 978-3-938698-28-0 |
| 11       | Zyklus 2 | Zellen (2011)            | Cellules (2007)      | ISBN 978-3-938698-47-1 |
| 12       | Zyklus 2 | Absturz (2011)           | Chutes (2008)        | ISBN 978-3-938698-60-0 |
| 13       | Zyklus 3 | Kräfte (2012)            | Pouvoirs (2010)      | ISBN 978-3-938698-76-1 |
| 14       | Zyklus 3 | Entführungen (2013)      | Enlèvements (2011)   | ISBN 978-3-938698-98-3 |
| 15       | Zyklus 3 | Hybriden (2014)          | Hybrides (2013)      | ISBN 978-3-944446-08-0 |
| 16       | Zyklus 3 | Exekutionen (2015)       | Exécutions (2014)    | ISBN 978-3-944446-27-1 |
| 17       | Zyklus 3 | Tatsachen (2017)         | Réalités (2016)      | ISBN 978-3-944446-44-8 |
| 18       | Zyklus 3 | Mythen (2019)            | Mythes (2018)        | ISBN 978-3-944446-82-0 |

### DasUniversum der Strygen
Rund um die Hauptserie sind weitere Comicserien im sogenannten Universum der Strygen entstanden.

#### Der Klan der Chimären
Die Serie Der Klan der Chimären (Original: Le Clan des chimères) besteht aus sechs Bänden, von denen drei auf Deutsch bei Bunte Dimensionen erschienen sind. Das Szenario stammt von Corbeyran, die Zeichnungen von Michel Suro. Die Serie spielt im Mittelalter und erzählt eine Geschichte rund um die Geburt der Geschwister Abel und Celia, die in der Hauptserie ebenfalls eine wichtige Rolle spielen.
| Band Nr. | deutscher Titel       | Originaltitel    | ISBN (der dt. Ausgabe) |
| -------- | --------------------- | ---------------- | ---------------------- |
| 1        | Tribut (2012)         | Tribut (2001)    | ISBN 978-3-938698-80-8 |
| 2        | Scheiterhaufen (2013) | Bûcher (2002)    | ISBN 978-3-938698-97-6 |
| 3        | Gottesurteil (2013)   | Ordalie (2003)   | ISBN 978-3-944446-03-5 |
| 4        |                       | Sortilège (2004) |                        |
| 5        |                       | Secret (2006)    |                        |
| 6        |                       | Oubli (2007)     |                        |

#### Weitere Serien
Hierzu zählen Le Maître de jeu (sechs Bände, Corbeyran und Gregory Charlet), Les Hydres d'Arès (drei Bände, Corbeyran und Alexis Sentenac), Le Siècle des ombres (sechs Bände, Corbeyran und Michel Suro), Asphodèle (vier Bände, Corbeyran und Djillali Défali) sowie La Loi des XII tables (sechs Bände, ebenfalls Corbeyran und Djillali Défali). Diese Serien liegen bislang nur auf Französisch vor.

### Adaptionen
Eine Adaption als Fernsehserie mit dem Titel Stryx ist geplant.

## Rezeption
„„Der Gesang der Strygen“ gehört sicherlich zu den am Meisten unterschätzten Comicserien. Beinhaltet sie doch alles, was eine gute Geschichte ausmacht: eine komplexe Geschichte mit vielen Handlungssträngen, das notwendige Maß an Gewalt, durchdachte Charaktere, eine Mixtur aus Realität und Fantasie und undurchsichtige, geheimnisvolle Verschwörungen. Kurz: man merkt der Geschichte an, dass sie von einem Erzähler mit sehr viel Erfahrung in dem Metier verfasst wurde.“